# Прича о добром Самарићанину
Прича о добром Самарићанину је једна од најпознатијих Исусових прича. Прича говори о томе како рањеном јеврејском путнику, којег су напали разбојници, нису стали да помогну ни аронит (јеврејски свештеник) ни Левит који су туда пролазили, већ један туђин, Самарићанин.
Иако су Самарићани и Јевреји били у односу традиционалног непријатељства, овај Самарићанин је помогао рањеном Јевреју, за разлику од припадника његовог сопственог народа, и то оних од којих се највише очекује врлина. Представљајући омражене Самарићане у повољном светлу, Исус изазива шок код својих слушалаца, што је типично за његове провокативне говоре у којима су уобичајена очекивања изврнута.
Исус даје ову причу у одговор на питање јеврејског учитеља закона о идентитету „ближњег“ за којег Књига Левитска каже да га треба волети (19:18). Прича је забележена у новозаветном јеванђељу по Луки (10:25-37).
Прича о добром Самарићанину је инспирисала многе сликаре, вајаре, песнике и друге уметнике. Прича је пример Исусове универзалне етике, која је стекла хвалу и изван Цркве. Израз „добри самарићанин“ је стекао значење милосрдне особе која помаже странцима у невољи, те многе добротворне и здравствене установе носе ово име.

## Прича
Код Луке, прича почиње питањем једног законоучитеља:
Након чега му Исус одговара причом:

## Историјски контекст

### Пут из Јерусалима за Јерихон
У Исусово време, друм из Јерусалима за Јерихон је био злогласан по опасности и тешкоћама, и називан је „крвави друм“ због учесталих напада од стране разбојника.
Мартин Лутер Кинг, јуниор, у свом говору "I've Been to the Mountaintop", на дан пре смрти, описује друм на следећи начин:
| „ | Сећам се када смо госпођа Кинг и ја били први пут у Јерусалему. Изнајмили смо кола и возили се из Јерусалема за Јерихо. И чим смо изашли на тај друм, рекох жени: Могу да схватим зашто је Исус изабрао ово као оквир за своју причу. То је вијугав, кривудав друм. Веома је згодан за заседе. | ” |

Кинг даље наставља:
| „ | И знате шта, могуће је да су свештеник и левит видели човека на земљи и запитали се да ли су разбојници још увек у близини. Или је могуће да су помислили да се човек на земљи само претвара и да глуми да је опљачкан и повређен да би их напао и изотимао. Стога је прво питање које је свештеник себи поставио и прво питање које је левит себи поставио било: „Ако станем да помогнем овом човеку, шта ће ми се десити?“ Али када је добри Самарићанин наишао, изокренуо је питање: „Ако не станем да помогнем овом човеку, шта ће му се десити?“ | ” |

### Јевреји и Самарићани
Самарићани су били омражени од стране Исусових сународника Јевреја, до те мере да израз Исусовог саговорника „онај који се смиловао на њега“ може указивати на нелагодност да се изговори реч Самарићанин. Самарићани су такође мрзели Јевреје. Тензије су посебно нарасле почетком првог века када су Самарићани наводно оскрнавили јеврејски храм људским костима.
Када причу чују данашњи људи који не знају за тадашњу мржњу према Самарићанима, овај аспект приче не долази до изражаја. Ретко ко је уопште чуо за њих осим преко доброг Самарићанина из ове приче. Да би се прича уопште схватила, потребно је сместити је у контекст разумљив данашњим слушаоцима; наиме, да се појединци из друштвене групе коју не подржавамо могу понашати моралније од припадника друштвене групе коју подржавамо.
Самарићани се појављују на још пар места у јеванђељима. У Јеванђељу по Луки (9:51-56) се помиње како је Исус непријатељски примљен у Самарији. Даље у истом јеванђељу (Лука 17:11-19) се описује како Исус лечи десет губаваца од којих му само један од њих, Самарићанин, захваљује. У Јеванђељу по Матеју (10:5-8), Исус налаже својим ученицима да не проповедају у паганским или самарјанским градовима. У Јеванђељу по Јовану, Исус среће једну Самарићанку са којом има подужи разговор, након чега многи Самарићани поверују у њега као пророка.

### Свештеници и левити
У култури Исусовог времена, за контакт са мртим телом се сматрало да погани човека. Свештеници су посебно настојали да избегну нечист. Могуће је да су свештеник и левит претпостављали да је човек мртав те избегли да га дотакну да би сачували себе ритуално чистима. Међутим, откада је Мишнах (Mishnah) направио изузетак поводом необазирања на мртве, свештеници и левити су могли користити закон да оправдају и контакт и избегавање мртваца.
У сваком случају, пролазак другом страном је искључивало могућност провере да ли је жив или мртав.

## Тумачења

### Алегоријско тумачење
Рани хришћански теолог Ориген тумачи причу на следећи начин:
| „ | Човек који је ишао доле је Адам. Јерусалем је рај, и Јерихо је свет. Пљачкаши су непријатељске силе. Свештеник је Закон, Левит је пророк, а Самарићанин је Христ. (...) Крчма која прима све који желе ући је Црква. Крчмар је глава Цркве, коме је поверена брига. А чињеница да је Самарићанин обећао да ће се вратити представља Спаситељев други долазак. | ” |

И други хришћански писци, попут Августина, су тумачили ову причу алегоријски, тако да Самарићанин представља Исуса Христа, који спашава грешне душе. Алегоријско тумачење је такође традиционално заступљено у Православној цркви.
Жан Калвин није нимало одушевљен алегоријским тумачењима Христових речи:
| „ | Овог Самарићанина замишљају Христом, зато што је наш чувар; и кажу да је сипао вино, заједно са уљем, на рану, зато што Христ лечи опростом и обећањем милости. Пронашли су и трећу лукавост, да Христ не обнавља одмах здравље, него нас шаље у Цркву, као гостионичар, да будемо постепено лечени. Ја признајем да немам наклоности за било коју од ових интерпретација; треба имати дубље поштовање за Писмо него присвајати себи слободу да прикривамо његово стварно значење. И заиста, свако може видети да је куриозитет одређене људе одвео у измишљање оваквих спекулација, супротно намерама Христа. | ” |

За Калвина, саосећање које је Самарићанин показао према Јеврејину, показује да је човек створен на корист човека, и да постоји узајамна обавеза помагања између свих људи.
Савремени научници углавном одбацују алегоријско тумачење као произвољно и невезано за оригиналну радњу приче.

### Социјално тумачење
Многи хришћани су употребљавали ову причу као пример противљења расним, етничким и верским предрасудама. На пример, борац против ропства Вилијам Џеј је говорио за свештенике који игноришу ропство да „следе примера свештеника и Левита“. Амерички теолог Klyne Snodgrass пише: „На темељу ове приче морамо се изборити са сопственим расизмом али морамо такође тражити правду за, и пружати помоћ за, оне у невољи, без обзира којој скупини припадају“.
Мартин Лутер Кинг описује Самарићанина као „човека друге расе“. Кинг је често говорио о овој приповетки, супротстављајући грабеж пљачкаша и себе-чувајуће немешање свештеника и левита, Самарићаниновој спремности да помогне човеку у невољи. Кинг такође проширује позив за помоћ ближњем на друштво у целини:
| „ | С једне стране, позвани смо да играмо доброг Самарићанина на путу живота; али то је само почетни чин. Дан мора доћи када ће читав пут за Јерихо бити преображен, тако да људи и жене неће бити константно пребијани и пљачкани док путују путем живота. Истинско саосећање је више него бацити новчић просјаку; полако увиђамо да је читавој грађевини која производи просјаке потребно реструктурирање. | ” |

Џеол Грин пише да Исусово последње питање "који од тројице је ближњи оном што су га напали разбојници?", представља обрт првобитно постављеног питања "ко је мој ближњи?" и да њиме Исус...
| „ | ... идентификујући „свакога“ као ближњег, доводи до тачке да таква идентификација отвора широм врата делима љубави. Остављајући по страни идентитет рањеног човека и приказујући Самарићанина као оног који спроводи закон (и као и оног чија су дела доследна опредељењу вечног живота), Исус поништава поглед на свет који уопште омогућава питање попут „Ко је мој ближњи?" | ” |

Роберт Фанк сматра да су се Исусови јеврејски слушаоци поистовећивали са пребијеним и опљачканим путником. Из тог угла, помоћ примљена од омраженог Самарићанина је попут царства Божјег примљеног као милост из неочекиваног извора.